# Châtillon (Rhône)
Châtillon (auch Châtillon-d’Azergues genannt) ist eine französische Gemeinde mit 2184 Einwohnern (Stand: 1. Januar 2022) im  Département Rhône in der Region Auvergne-Rhône-Alpes. Sie gehört zum Arrondissement Villefranche-sur-Saône, zum Kanton Val d’Oingt und ist Mitglied im Gemeindeverband Beaujolais Pierres Dorées. Die Einwohner werden Châtillonnais genannt.

## Geographie
Châtillon-d’Azergues liegt rund 20 Kilometer nordwestlich von Lyon im Weinbaugebiet Bourgogne am Azergues. Die Brévenne begrenzt die Gemeinde im Süden. Umgeben wird Châtillon-d’Azergues von den Nachbargemeinden Bagnols im Norden und Nordwesten, Charnay im Nordosten, Belmont-d’Azergues im Osten, Lozanne im Südosten, Fleurieux-sur-l’Arbresle im Süden sowie Saint-Germain-Nuelles im Südwesten sowie Chessy im Westen und Nordwesten.
Durch die Gemeinde führt die Autoroute A89. 

## Bevölkerungsentwicklung
| Jahr                       | 1962 | 1968 | 1975 | 1982 | 1990 | 1999 | 2006 | 2012 |
| Einwohner                  | 1075 | 1211 | 1381 | 1446 | 1591 | 1873 | 2067 | 2192 |
| Quellen: Cassini und INSEE |      |      |      |      |      |      |      |      |

## Sehenswürdigkeiten
- Kirche Saint-Barthélémy
- Schloss aus dem 12. und 13. Jahrhundert, seit 1937 Monument historique, mit Kapelle Notre-Dame-de-Bon-Secours aus dem 12. Jahrhundert, seit 1862 Monument historique
- Stadtbefestigung